# Chi Ti gôn
Chi Ti-gôn hay còn gọi chi hiếu nữ, Ăng-ti-gôn (danh pháp khoa học: Antigonon) là tên gọi chung để chỉ chi thực vật thuộc họ Rau răm (Polygonaceae), có nguồn gốc từ Trung Mỹ.

## Các loài
Cơ sở dữ liệu của IPNI liệt kê các loài sau:
- Antigonon cinerascens
- Antigonon cordatum
- Antigonon flavescens
- Antigonon grandiflorum
- Antigonon guatemalense, đồng nghĩa: A. insigne, A. guatimalense
- Antigonon leptopus, Hiếu Nữ (ti gôn)
- Antigonon macrocarpum
- Antigonon platypus
- Antigonon viride

Tuy nhiên, nhiều tài liệu khác lại cho rằng chi này chỉ chứa khoảng 2-4 loài, phổ biến nhất đề cập tới A. leptopus, A. cinerascens, A. flavescens và A. guatemalense.
Ti-gôn có thể bám vào giàn hoặc bất cứ vật gì ở gần để leo lên độ cao 9–12 m, là loại cây thường xanh tại các vùng khí hậu không có băng giá, lá hình trái tim kích thước khoảng 4 cm, mùa hè ra hoa thành chùm với các sắc độ từ trắng đến hồng và đỏ san hô. Ti-gôn dễ trồng, cần nhiều ánh nắng để ra được nhiều hoa, ưa đất ẩm nhưng cũng chịu được đất khô hạn.
Tại Việt Nam, loài du nhập là A. leptopus, thường được trồng leo tường rào hoặc giàn cho đẹp và lấy bóng mát.

## Trong văn hóa đại chúng
Hai sắc hoa ti-gôn là một bài thơ nổi tiếng của tác giả T.T.Kh. viết về loài hoa này.

## Hình ảnh

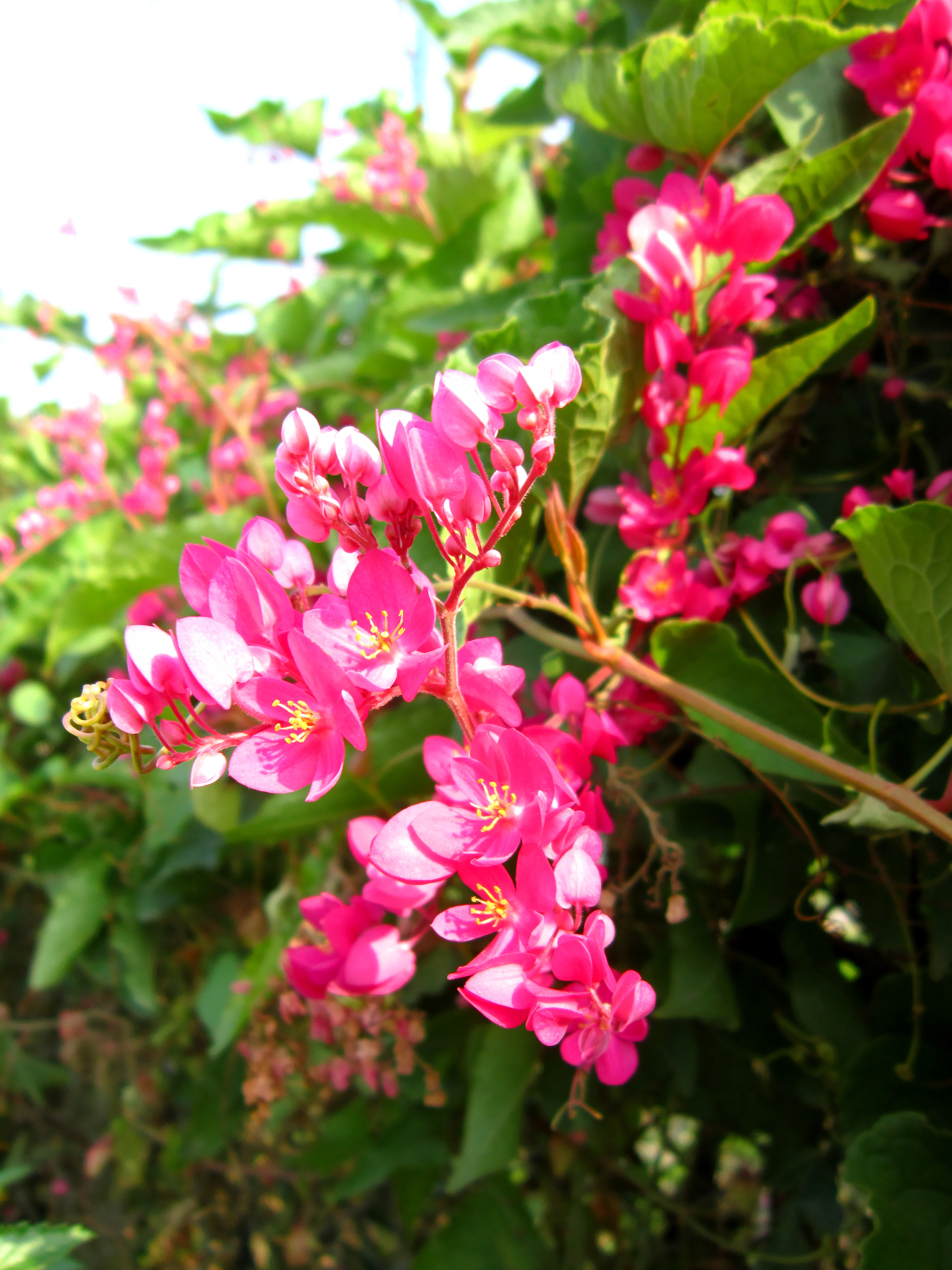
Hoa ti-gôn ở miền Nam Việt Nam.
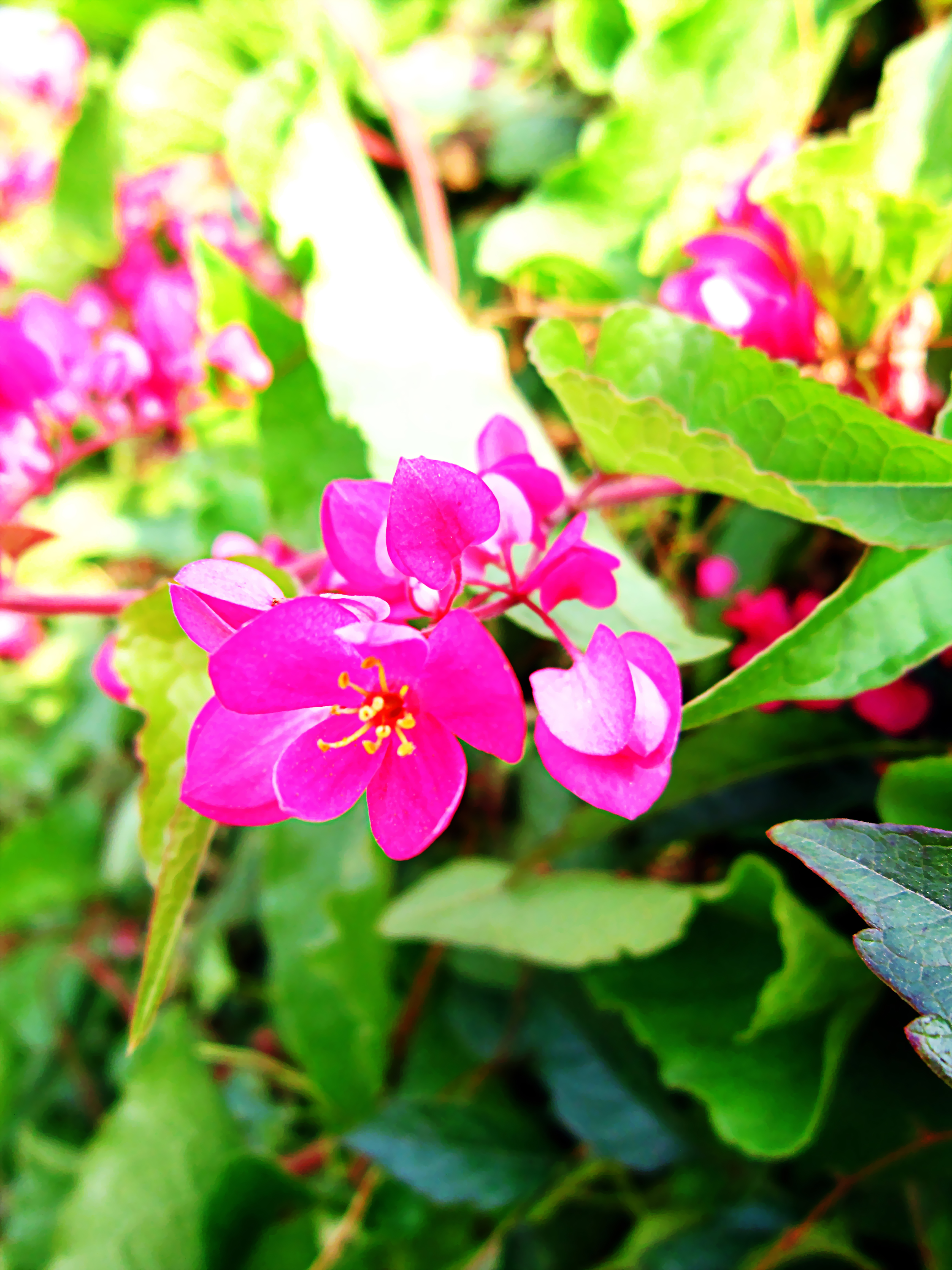
Hoa ti-gôn.
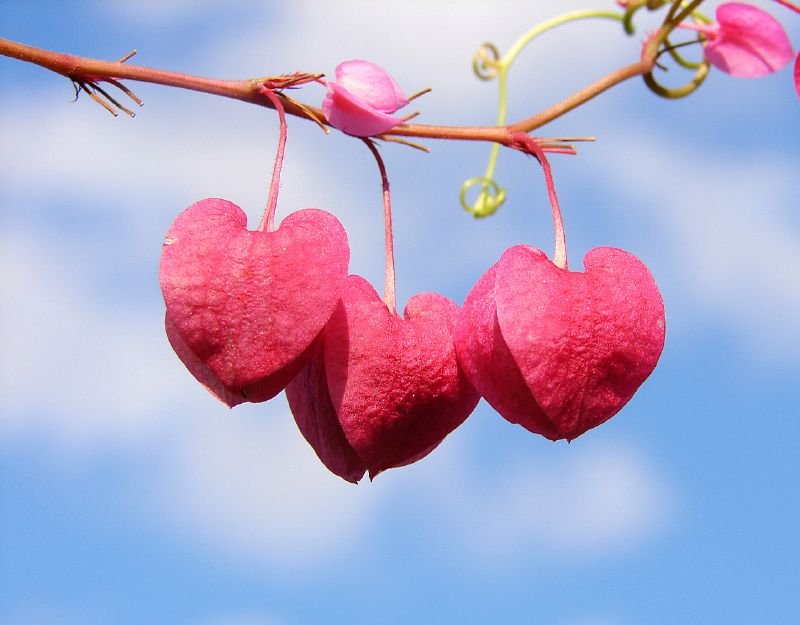
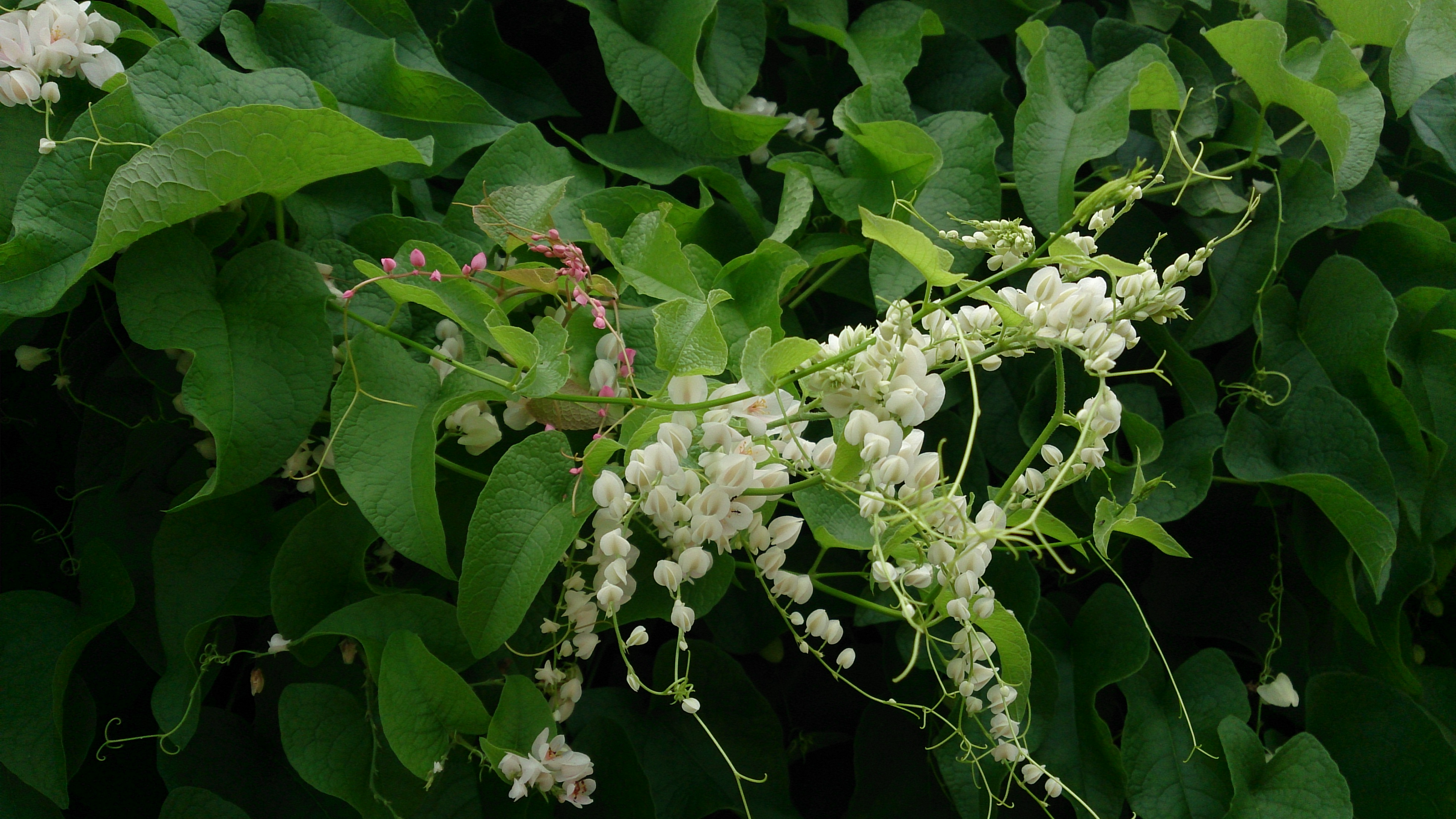
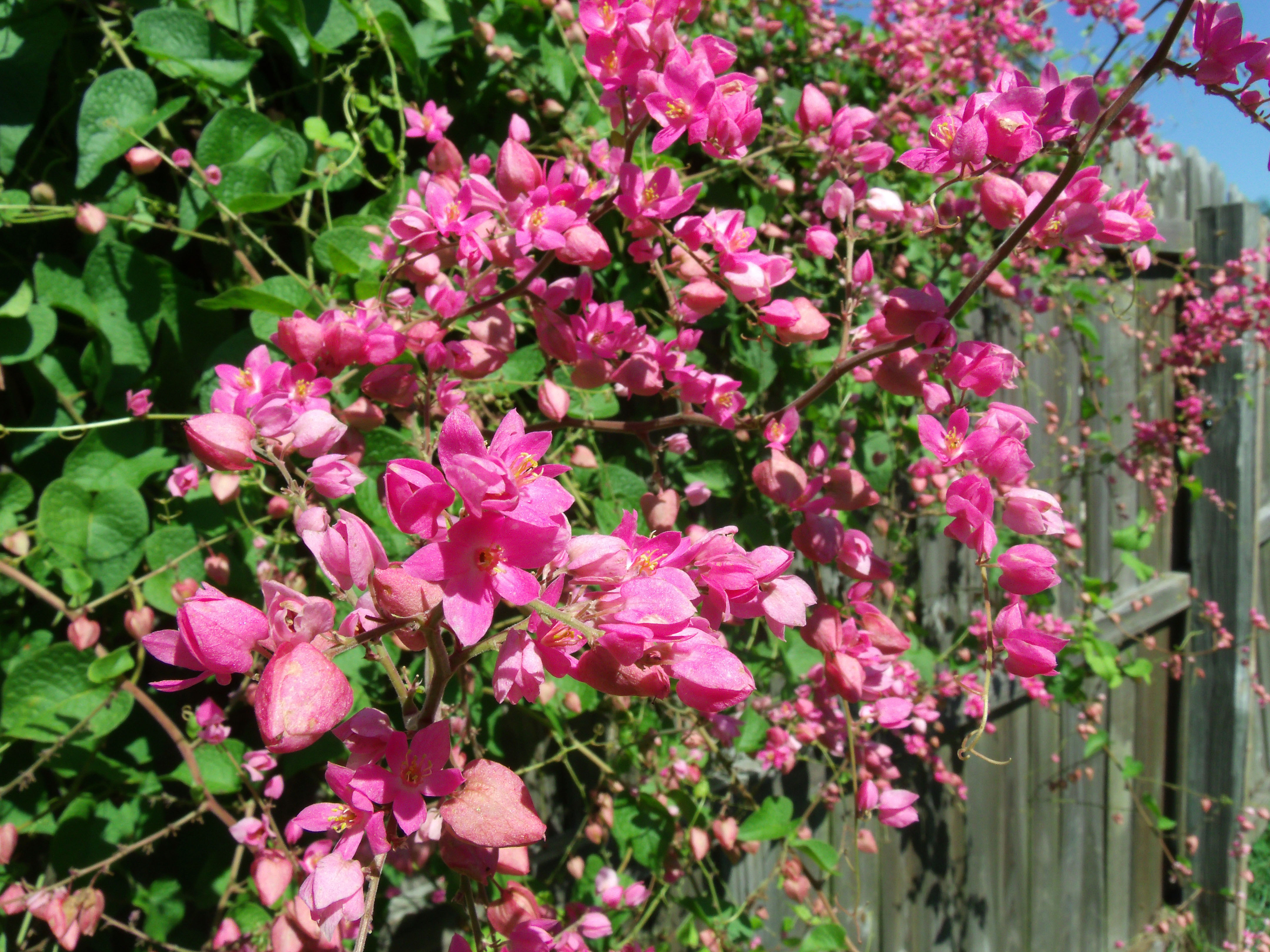
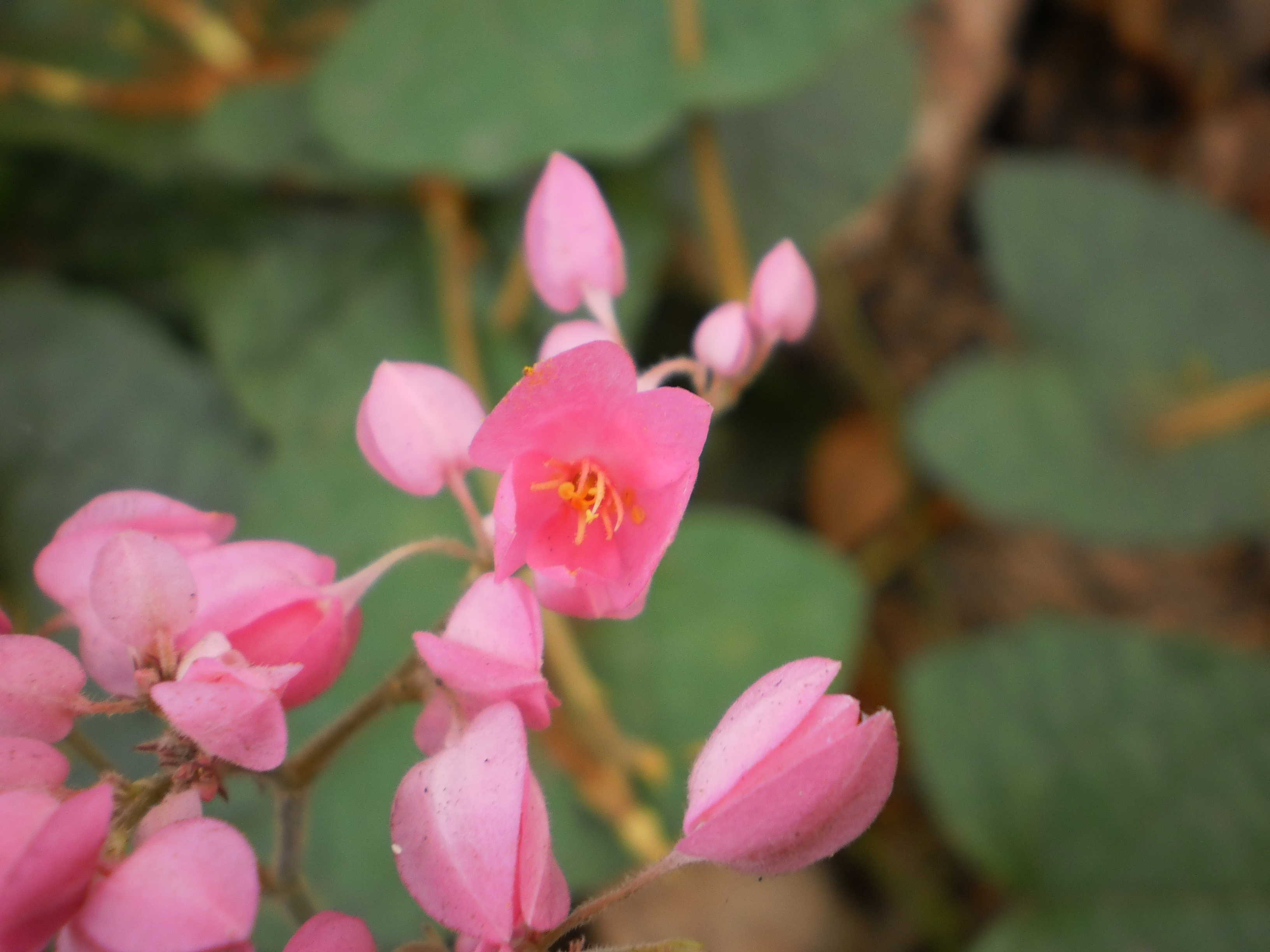
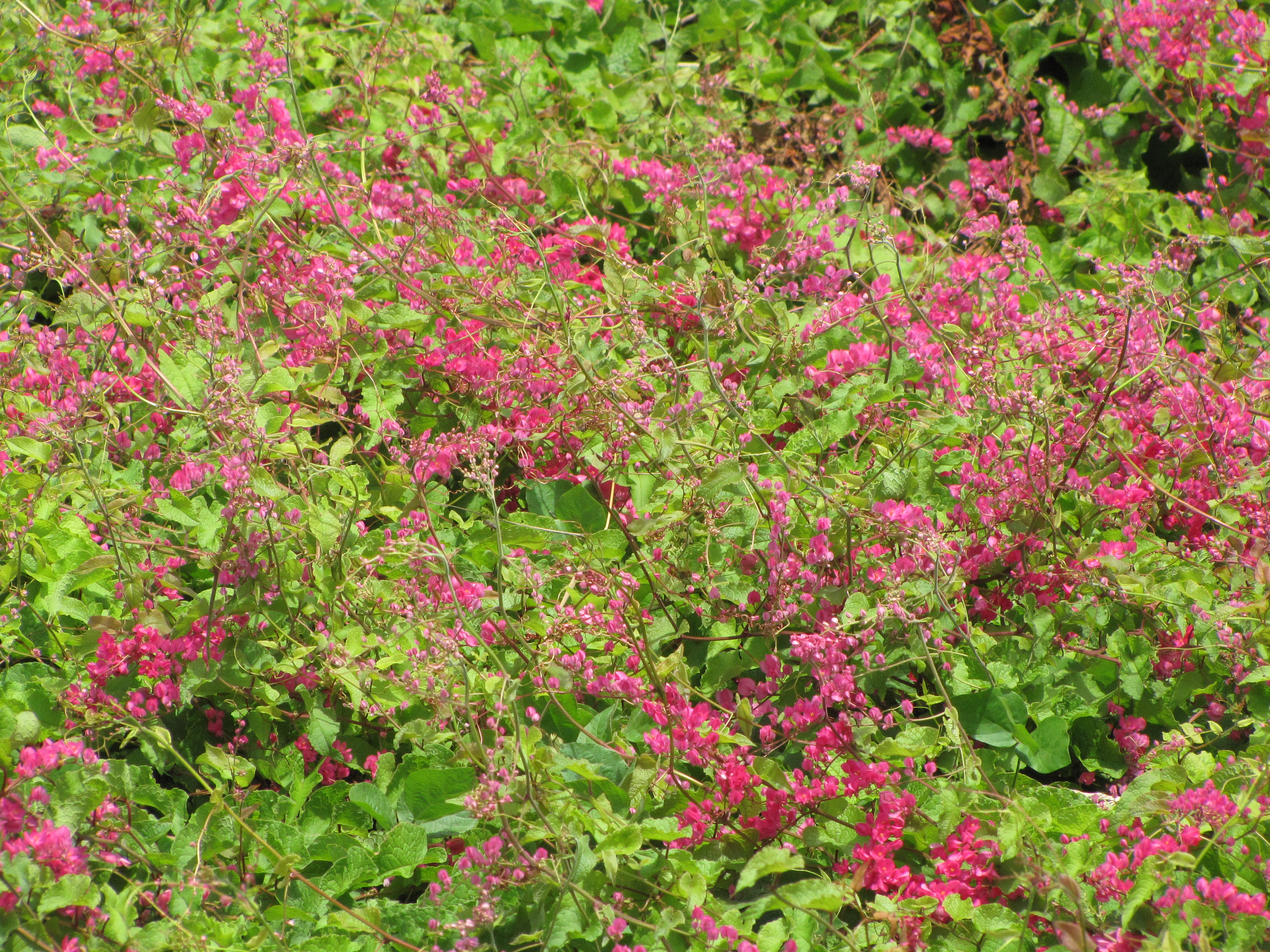